# Tournoi masculin de curling aux Jeux olympiques de 2014
Cet article traite de l'épreuve masculine. Pour la compétition féminine, voir Tournoi féminin de curling aux Jeux olympiques de 2014.
Navigation
Vancouver 2010 Pyeongchang 2018
Le tournoi masculin de curling aux Jeux olympiques d'hiver de 2014 se déroule du 10 au 21 février 2014 au Centre de curling Ice Cube à Sotchi (Russie) construit pour l'occasion. Sport de démonstration en 1932, 1988 et 1992 après avoir été sport officiel à l'édition 1924, il est aujourd'hui programmé comme sport olympique depuis 1998 à Nagano.

## Calendrier
| Calendrier des épreuves de curling | Calendrier des épreuves de curling | Calendrier des épreuves de curling | Calendrier des épreuves de curling | Calendrier des épreuves de curling | Calendrier des épreuves de curling | Calendrier des épreuves de curling | Calendrier des épreuves de curling | Calendrier des épreuves de curling | Calendrier des épreuves de curling | Calendrier des épreuves de curling | Calendrier des épreuves de curling | Calendrier des épreuves de curling | Calendrier des épreuves de curling | Calendrier des épreuves de curling | Calendrier des épreuves de curling | Calendrier des épreuves de curling | Calendrier des épreuves de curling | Calendrier des épreuves de curling |
| Février 2014                       | 6                                  | 7                                  | 8                                  | 9                                  | 10                                 | 11                                 | 12                                 | 13                                 | 14                                 | 15                                 | 16                                 | 17                                 | 18                                 | 19                                 | 20                                 | 21                                 | 22                                 | 23                                 |
| ---------------------------------- | ---------------------------------- | ---------------------------------- | ---------------------------------- | ---------------------------------- | ---------------------------------- | ---------------------------------- | ---------------------------------- | ---------------------------------- | ---------------------------------- | ---------------------------------- | ---------------------------------- | ---------------------------------- | ---------------------------------- | ---------------------------------- | ---------------------------------- | ---------------------------------- | ---------------------------------- | ---------------------------------- |
| Hommes                             |                                    |                                    |                                    |                                    | C                                  | C                                  | C                                  | C                                  | C                                  | C                                  | C                                  | C                                  |                                    | C                                  |                                    | ●                                  |                                    |                                    |

|   | Jour de l'épreuve |
| ● | Finale            |

## Équipes qualifiées
Les dix nations participantes regroupent neuf nations qualifiées, plus le pays-hôte. Les qualifications ont eu lieu en tenant compte des résultats des championnats du monde 2012 et 2013, afin de déterminer un classement mondial sur cette période. Les neuf premiers de ce classement (à l'exception de la Russie, déjà qualifié puisque pays-hôte) sont qualifiés pour les Jeux olympiques.
| Allemagne | Canada | Chine | Danemark | États-Unis |
| --- | --- | --- | --- | --- |
| CC Hambourg, Hambourg Skip : John Jahr Fourth : Felix Schulze Second : Christopher Bartsch Lead : Sven Goldemann Remplaçant : Peter Rickmers   | Soo CA, Sault-Sainte-Marie Skip : Brad Jacobs Third : Ryan Fry Second : E. J. Harnden Lead : Ryan Harnden Remplaçant : Caleb Flaxey            | Harbin CC, Harbin Skip : Liu Rui Third : Xu Xiaoming Second : Ba Dexin Lead : Zang Jialiang Remplaçant : Zou Dejia                              | Hvidovre CC, Hvidovre Fourth : Rasmus Stjerne Skip : Johnny Frederiksen Second : Mikkel Poulsen Lead : Troels Harry Remplaçant : Lars Vilandt | Duluth CC, Duluth Skip : John Shuster Third : Jeff Isaacson Second : Jared Zezel Lead : John Landsteiner Remplaçant : Craig Brown          |
| Grande-Bretagne, | Norvège | Russie | Suède | Suisse |
| Curl Aberdeen, Aberdeen Fourth : David Murdoch Skip : Tom Brewster Second : Greg Drummond Lead : Scott Andrews Remplaçant : Michael Goodfellow | Snarøen CC, Oslo Skip : Thomas Ulsrud Third : Torger Nergård Second : Christoffer Svae Lead : Håvard Vad Petersson Remplaçant : Markus Høiberg | Moskvitch CC, Moscou Skip : Andrey Drozdov Third : Evgeniy Arkhipov Second : Aleksey Stukalskiy Lead : Petr Dron Remplaçant : Aleksandr Kozyrev | Karlstads CK, Karlstad Skip : Niklas Edin Third : Sebastian Kraupp Second : Fredrik Lindberg Lead : Viktor Kjäll Remplaçant : Oskar Eriksson  | CC Adelboden, Adelboden Skip : Sven Michel Third : Claudio Pätz Second : Sandro Trolliet Lead : Simon Gempeler Remplaçant : Benoît Schwarz |

## Résultats

### Premier tour
Le tableau suivant résume le classement des équipes à l'issue du 1er tour :
| Rang | Pays            | V | D | bp | bc | Manches gagnées | Manches perdues | Manches blanches | Vols pour | Tirs % |
| ---- | --------------- | - | - | -- | -- | --------------- | --------------- | ---------------- | --------- | ------ |
| 1    | Suède           | 8 | 1 | 60 | 44 | 38              | 30              | 18               | 8         | 86%    |
| 2    | Canada          | 7 | 2 | 69 | 53 | 39              | 36              | 14               | 7         | 84%    |
| 2    | Chine           | 7 | 2 | 67 | 50 | 41              | 37              | 11               | 5         | 85%    |
| 4    | Norvège         | 5 | 4 | 52 | 53 | 36              | 33              | 18               | 5         | 86%    |
| 4    | Grande-Bretagne | 5 | 4 | 51 | 49 | 37              | 35              | 15               | 8         | 83%    |
| 6    | Danemark        | 4 | 5 | 54 | 61 | 32              | 37              | 17               | 4         | 81     |
| 7    | Russie          | 3 | 6 | 58 | 70 | 36              | 38              | 13               | 7         | 77%    |
| 7    | Suisse          | 3 | 6 | 47 | 46 | 31              | 34              | 22               | 7         | 83%    |
| 9    | États-Unis      | 2 | 7 | 47 | 58 | 30              | 39              | 14               | 7         | 80%    |
| 10   | Allemagne       | 1 | 8 | 53 | 74 | 38              | 39              | 10               | 9         | 76%    |

Les trois premières équipes en tête à la fin du premier tour ont été qualifiées directement pour les demi-finales. Quant à la quatrième place qualificative, la Norvège et la Grande-Bretagne étant à égalité à la fin du premier tour, un jeu-décisif a été joué afin de les départager.
| Équipes         | 1 | 2 | 3 | 4 | 5 | 6 | 7 | 8 | 9 | 10 | 11 | Total |
| --------------- | - | - | - | - | - | - | - | - | - | -- | -- | ----- |
| Russie          | 0 | 0 | 0 | 0 | 1 | 0 | 1 | 0 | 2 | x  | x  | 4     |
| Grande-Bretagne | 0 | 2 | 0 | 0 | 0 | 4 | 0 | 1 | 0 | x  | x  | 7     |

| Équipes | 1 | 2 | 3 | 4 | 5 | 6 | 7 | 8 | 9 | 10 | 11 | Total |
| ------- | - | - | - | - | - | - | - | - | - | -- | -- | ----- |
| Suisse  | 0 | 2 | 0 | 0 | 0 | 1 | 0 | 0 | 2 | 0  | x  | 5     |
| Suède   | 0 | 0 | 0 | 0 | 2 | 0 | 3 | 1 | 0 | 1  | x  | 7     |

| Équipes  | 1 | 2 | 3 | 4 | 5 | 6 | 7 | 8 | 9 | 10 | 11 | Total |
| -------- | - | - | - | - | - | - | - | - | - | -- | -- | ----- |
| Danemark | 0 | 0 | 0 | 0 | 1 | 0 | 1 | 0 | 2 | 0  | x  | 4     |
| Chine    | 0 | 2 | 1 | 0 | 0 | 0 | 0 | 3 | 0 | 1  | x  | 7     |

| Équipes   | 1 | 2 | 3 | 4 | 5 | 6 | 7 | 8 | 9 | 10 | 11 | Total |
| --------- | - | - | - | - | - | - | - | - | - | -- | -- | ----- |
| Allemagne | 0 | 2 | 2 | 0 | 0 | 1 | 0 | 1 | 2 | 0  | x  | 8     |
| Canada    | 2 | 0 | 0 | 3 | 2 | 0 | 2 | 0 | 0 | 2  | x  | 11    |

| Équipes    | 1 | 2 | 3 | 4 | 5 | 6 | 7 | 8 | 9 | 10 | 11 | Total |
| ---------- | - | - | - | - | - | - | - | - | - | -- | -- | ----- |
| États-Unis | 0 | 1 | 0 | 2 | 0 | 0 | 0 | 1 | 0 | x  | x  | 4     |
| Norvège    | 2 | 0 | 3 | 0 | 0 | 1 | 1 | 0 | 0 | x  | x  | 7     |

| Équipes  | 1 | 2 | 3 | 4 | 5 | 6 | 7 | 8 | 9 | 10 | 11 | Total |
| -------- | - | - | - | - | - | - | - | - | - | -- | -- | ----- |
| Danemark | 0 | 0 | 2 | 0 | 3 | 0 | 2 | 0 | 3 | 0  | 1  | 11    |
| Russie   | 2 | 3 | 0 | 1 | 0 | 1 | 0 | 2 | 0 | 1  | 0  | 10    |

| Équipes | 1 | 2 | 3 | 4 | 5 | 6 | 7 | 8 | 9 | 10 | 11 | Total |
| ------- | - | - | - | - | - | - | - | - | - | -- | -- | ----- |
| Canada  | 0 | 0 | 0 | 0 | 0 | 2 | 0 | 1 | 0 | 1  | x  | 4     |
| Suisse  | 0 | 0 | 0 | 0 | 3 | 0 | 1 | 0 | 1 | 0  | x  | 5     |

| Équipes         | 1 | 2 | 3 | 4 | 5 | 6 | 7 | 8 | 9 | 10 | 11 | Total |
| --------------- | - | - | - | - | - | - | - | - | - | -- | -- | ----- |
| Suède           | 0 | 2 | 0 | 0 | 2 | 0 | 0 | 4 | 0 | x  | x  | 8     |
| Grande-Bretagne | 1 | 0 | 0 | 1 | 0 | 0 | 1 | 0 | 1 | x  | x  | 4     |

| Équipes | 1 | 2 | 3 | 4 | 5 | 6 | 7 | 8 | 9 | 10 | 11 | Total |
| ------- | - | - | - | - | - | - | - | - | - | -- | -- | ----- |
| Canada  | 0 | 0 | 0 | 2 | 0 | 2 | 0 | 0 | 2 | 0  | x  | 6     |
| Suède   | 0 | 2 | 0 | 0 | 2 | 0 | 2 | 0 | 0 | 1  | x  | 7     |

| Équipes    | 1 | 2 | 3 | 4 | 5 | 6 | 7 | 8 | 9 | 10 | 11 | Total |
| ---------- | - | - | - | - | - | - | - | - | - | -- | -- | ----- |
| États-Unis | 0 | 1 | 0 | 2 | 0 | 1 | 0 | 0 | x | x  | x  | 4     |
| Chine      | 1 | 0 | 3 | 0 | 2 | 0 | 1 | 2 | x | x  | x  | 9     |

| Équipes         | 1 | 2 | 3 | 4 | 5 | 6 | 7 | 8 | 9 | 10 | 11 | Total |
| --------------- | - | - | - | - | - | - | - | - | - | -- | -- | ----- |
| Grande-Bretagne | 1 | 0 | 0 | 0 | 2 | 0 | 2 | 0 | 1 | 1  | x  | 7     |
| Allemagne       | 0 | 1 | 1 | 1 | 0 | 2 | 0 | 1 | 0 | 0  | x  | 6     |

| Équipes | 1 | 2 | 3 | 4 | 5 | 6 | 7 | 8 | 9 | 10 | 11 | Total |
| ------- | - | - | - | - | - | - | - | - | - | -- | -- | ----- |
| Norvège | 2 | 1 | 0 | 2 | 0 | 2 | 0 | 2 | 0 | 0  | x  | 9     |
| Russie  | 0 | 0 | 1 | 0 | 2 | 0 | 2 | 0 | 0 | 3  | x  | 8     |

| Équipes    | 1 | 2 | 3 | 4 | 5 | 6 | 7 | 8 | 9 | 10 | 11 | Total |
| ---------- | - | - | - | - | - | - | - | - | - | -- | -- | ----- |
| Danemark   | 3 | 0 | 0 | 0 | 0 | 0 | 0 | 0 | 2 | 0  | x  | 5     |
| États-Unis | 0 | 2 | 1 | 2 | 1 | 0 | 0 | 1 | 0 | 2  | x  | 9     |

| Équipes   | 1 | 2 | 3 | 4 | 5 | 6 | 7 | 8 | 9 | 10 | 11 | Total |
| --------- | - | - | - | - | - | - | - | - | - | -- | -- | ----- |
| Norvège   | 2 | 0 | 0 | 0 | 2 | 0 | 1 | 0 | 0 | 3  | x  | 8     |
| Allemagne | 0 | 0 | 0 | 1 | 0 | 2 | 0 | 0 | 2 | 0  | x  | 5     |

| Équipes | 1 | 2 | 3 | 4 | 5 | 6 | 7 | 8 | 9 | 10 | 11 | Total |
| ------- | - | - | - | - | - | - | - | - | - | -- | -- | ----- |
| Chine   | 0 | 2 | 0 | 1 | 0 | 0 | 0 | 1 | 0 | 1  | x  | 5     |
| Suisse  | 0 | 0 | 2 | 0 | 1 | 0 | 0 | 0 | 1 | 0  | x  | 4     |

| Équipes   | 1 | 2 | 3 | 4 | 5 | 6 | 7 | 8 | 9 | 10 | 11 | Total |
| --------- | - | - | - | - | - | - | - | - | - | -- | -- | ----- |
| Allemagne | 0 | 1 | 0 | 2 | 0 | 2 | 1 | 0 | 1 | 0  | x  | 7     |
| Chine     | 2 | 0 | 3 | 0 | 2 | 0 | 0 | 1 | 0 | 3  | x  | 11    |

| Équipes         | 1 | 2 | 3 | 4 | 5 | 6 | 7 | 8 | 9 | 10 | 11 | Total |
| --------------- | - | - | - | - | - | - | - | - | - | -- | -- | ----- |
| Suisse          | 0 | 0 | 0 | 0 | 1 | 0 | 0 | 1 | 0 | 0  | x  | 2     |
| Grande-Bretagne | 0 | 0 | 1 | 1 | 0 | 1 | 0 | 0 | 0 | 1  | x  | 4     |

| Équipes | 1 | 2 | 3 | 4 | 5 | 6 | 7 | 8 | 9 | 10 | 11 | Total |
| ------- | - | - | - | - | - | - | - | - | - | -- | -- | ----- |
| Russie  | 0 | 1 | 0 | 1 | 0 | 0 | 0 | 2 | 0 | x  | x  | 4     |
| Canada  | 2 | 0 | 0 | 0 | 4 | 0 | 0 | 0 | 1 | x  | x  | 7     |

| Équipes  | 1 | 2 | 3 | 4 | 5 | 6 | 7 | 8 | 9 | 10 | 11 | Total |
| -------- | - | - | - | - | - | - | - | - | - | -- | -- | ----- |
| Danemark | 1 | 1 | 0 | 0 | 4 | 0 | 0 | 0 | 2 | x  | x  | 8     |
| Suède    | 0 | 0 | 1 | 1 | 0 | 0 | 2 | 1 | 0 | x  | x  | 5     |

| Équipes | 1 | 2 | 3 | 4 | 5 | 6 | 7 | 8 | 9 | 10 | 11 | Total |
| ------- | - | - | - | - | - | - | - | - | - | -- | -- | ----- |
| Suisse  | 0 | 2 | 1 | 0 | 0 | 0 | 1 | 2 | 0 | 0  | x  | 6     |
| Russie  | 0 | 0 | 0 | 0 | 2 | 1 | 0 | 0 | 1 | 3  | x  | 7     |

| Équipes  | 1 | 2 | 3 | 4 | 5 | 6 | 7 | 8 | 9 | 10 | 11 | Total |
| -------- | - | - | - | - | - | - | - | - | - | -- | -- | ----- |
| Canada   | 0 | 1 | 0 | 2 | 0 | 2 | 0 | 1 | 0 | 1  | x  | 7     |
| Danemark | 1 | 0 | 1 | 0 | 1 | 0 | 1 | 0 | 2 | 0  | x  | 6     |

| Équipes | 1 | 2 | 3 | 4 | 5 | 6 | 7 | 8 | 9 | 10 | 11 | Total |
| ------- | - | - | - | - | - | - | - | - | - | -- | -- | ----- |
| Norvège | 0 | 0 | 1 | 0 | 0 | 0 | 2 | 0 | 0 | 1  | x  | 4     |
| Suède   | 0 | 1 | 0 | 2 | 1 | 0 | 0 | 1 | 0 | 0  | x  | 5     |

| Équipes         | 1 | 2 | 3 | 4 | 5 | 6 | 7 | 8 | 9 | 10 | 11 | Total |
| --------------- | - | - | - | - | - | - | - | - | - | -- | -- | ----- |
| Grande-Bretagne | 1 | 0 | 2 | 0 | 1 | 0 | 0 | 1 | 0 | x  | x  | 5     |
| États-Unis      | 0 | 0 | 0 | 1 | 0 | 0 | 1 | 0 | 1 | x  | x  | 3     |

| Équipes | 1 | 2 | 3 | 4 | 5 | 6 | 7 | 8 | 9 | 10 | 11 | Total |
| ------- | - | - | - | - | - | - | - | - | - | -- | -- | ----- |
| Suède   | 0 | 0 | 1 | 0 | 1 | 0 | 1 | 2 | 0 | 0  | 1  | 6     |
| Chine   | 0 | 2 | 0 | 1 | 0 | 1 | 0 | 0 | 0 | 1  | 0  | 5     |

| Équipes    | 1 | 2 | 3 | 4 | 5 | 6 | 7 | 8 | 9 | 10 | 11 | Total |
| ---------- | - | - | - | - | - | - | - | - | - | -- | -- | ----- |
| États-Unis | 0 | 0 | 4 | 0 | 0 | 0 | 4 | 0 | 0 | x  | x  | 8     |
| Allemagne  | 0 | 1 | 0 | 1 | 0 | 1 | 0 | 1 | 1 | x  | x  | 5     |

| Équipes | 1 | 2 | 3 | 4 | 5 | 6 | 7 | 8 | 9 | 10 | 11 | Total |
| ------- | - | - | - | - | - | - | - | - | - | -- | -- | ----- |
| Canada  | 0 | 1 | 0 | 2 | 0 | 0 | 4 | 0 | 3 | x  | x  | 10    |
| Norvège | 1 | 0 | 1 | 0 | 0 | 1 | 0 | 1 | 0 | x  | x  | 4     |

| Équipes         | 1 | 2 | 3 | 4 | 5 | 6 | 7 | 8 | 9 | 10 | 11 | Total |
| --------------- | - | - | - | - | - | - | - | - | - | -- | -- | ----- |
| Grande-Bretagne | 0 | 0 | 0 | 1 | 0 | 3 | 0 | 2 | 1 | 1  | x  | 8     |
| Danemark        | 0 | 2 | 1 | 0 | 2 | 0 | 1 | 0 | 0 | 0  | x  | 6     |

| Équipes    | 1 | 2 | 3 | 4 | 5 | 6 | 7 | 8 | 9 | 10 | 11 | Total |
| ---------- | - | - | - | - | - | - | - | - | - | -- | -- | ----- |
| Russie     | 0 | 2 | 1 | 0 | 2 | 0 | 0 | 0 | 1 | 1  | x  | 7     |
| États-Unis | 0 | 0 | 0 | 3 | 0 | 2 | 1 | 0 | 0 | 0  | x  | 6     |

| Équipes | 1 | 2 | 3 | 4 | 5 | 6 | 7 | 8 | 9 | 10 | 11 | Total |
| ------- | - | - | - | - | - | - | - | - | - | -- | -- | ----- |
| Chine   | 1 | 0 | 0 | 2 | 0 | 2 | 0 | 1 | 0 | 1  | x  | 7     |
| Norvège | 0 | 0 | 2 | 0 | 1 | 0 | 1 | 0 | 1 | 0  | x  | 5     |

| Équipes   | 1 | 2 | 3 | 4 | 5 | 6 | 7 | 8 | 9 | 10 | 11 | Total |
| --------- | - | - | - | - | - | - | - | - | - | -- | -- | ----- |
| Suisse    | 1 | 0 | 2 | 0 | 1 | 0 | 0 | 2 | 0 | 1  | x  | 7     |
| Allemagne | 0 | 2 | 0 | 1 | 0 | 2 | 1 | 0 | 2 | 0  | x  | 8     |

| Équipes   | 1 | 2 | 3 | 4 | 5 | 6 | 7 | 8 | 9 | 10 | 11 | Total |
| --------- | - | - | - | - | - | - | - | - | - | -- | -- | ----- |
| Suède     | 0 | 1 | 0 | 2 | 2 | 0 | 1 | 0 | 2 | x  | x  | 8     |
| Allemagne | 0 | 0 | 1 | 0 | 0 | 2 | 0 | 1 | 0 | x  | x  | 4     |

| Équipes  | 1 | 2 | 3 | 4 | 5 | 6 | 7 | 8 | 9 | 10 | 11 | Total |
| -------- | - | - | - | - | - | - | - | - | - | -- | -- | ----- |
| Danemark | 0 | 0 | 0 | 0 | 2 | 0 | 1 | 0 | x | x  | x  | 3     |
| Suisse   | 4 | 0 | 0 | 0 | 0 | 2 | 0 | 3 | x | x  | x  | 9     |

| Équipes         | 1 | 2 | 3 | 4 | 5 | 6 | 7 | 8 | 9 | 10 | 11 | Total |
| --------------- | - | - | - | - | - | - | - | - | - | -- | -- | ----- |
| Canada          | 1 | 0 | 0 | 3 | 0 | 0 | 1 | 0 | 1 | 1  | x  | 7     |
| Grande-Bretagne | 0 | 1 | 1 | 0 | 2 | 0 | 0 | 1 | 0 | 0  | x  | 5     |

| Équipes | 1 | 2 | 3 | 4 | 5 | 6 | 7 | 8 | 9 | 10 | 11 | Total |
| ------- | - | - | - | - | - | - | - | - | - | -- | -- | ----- |
| Russie  | 0 | 0 | 2 | 0 | 1 | 0 | 1 | 0 | 2 | x  | x  | 6     |
| Chine   | 2 | 1 | 0 | 2 | 0 | 2 | 0 | 2 | 0 | x  | x  | 9     |

| Équipes    | 1 | 2 | 3 | 4 | 5 | 6 | 7 | 8 | 9 | 10 | 11 | Total |
| ---------- | - | - | - | - | - | - | - | - | - | -- | -- | ----- |
| États-Unis | 0 | 0 | 2 | 2 | 0 | 1 | 0 | 1 | 0 | 0  | x  | 6     |
| Canada     | 2 | 1 | 0 | 0 | 2 | 0 | 0 | 0 | 2 | 1  | x  | 8     |

| Équipes         | 1 | 2 | 3 | 4 | 5 | 6 | 7 | 8 | 9 | 10 | 11 | Total |
| --------------- | - | - | - | - | - | - | - | - | - | -- | -- | ----- |
| Grande-Bretagne | 0 | 2 | 0 | 1 | 0 | 0 | 1 | 0 | 2 | 0  | x  | 6     |
| Norvège         | 0 | 0 | 2 | 0 | 2 | 1 | 0 | 1 | 0 | 1  | x  | 7     |

| Équipes | 1 | 2 | 3 | 4 | 5 | 6 | 7 | 8 | 9 | 10 | 11 | Total |
| ------- | - | - | - | - | - | - | - | - | - | -- | -- | ----- |
| Suède   | 0 | 2 | 0 | 1 | 0 | 2 | 0 | 2 | 1 | x  | x  | 8     |
| Russie  | 0 | 0 | 2 | 0 | 1 | 0 | 1 | 0 | 0 | x  | x  | 4     |

| Équipes | 1 | 2 | 3 | 4 | 5 | 6 | 7 | 8 | 9 | 10 | 11 | Total |
| ------- | - | - | - | - | - | - | - | - | - | -- | -- | ----- |
| Norvège | 0 | 1 | 0 | 1 | 0 | 1 | 1 | 0 | 0 | 1  | x  | 5     |
| Suisse  | 0 | 0 | 1 | 0 | 1 | 0 | 0 | 0 | 1 | 0  | x  | 3     |

| Équipes | 1 | 2 | 3 | 4 | 5 | 6 | 7 | 8 | 9 | 10 | 11 | Total |
| ------- | - | - | - | - | - | - | - | - | - | -- | -- | ----- |
| Chine   | 0 | 0 | 2 | 0 | 3 | 1 | 0 | 0 | 0 | 2  | 0  | 8     |
| Canada  | 0 | 2 | 0 | 1 | 0 | 0 | 2 | 1 | 2 | 0  | 1  | 9     |

| Équipes   | 1 | 2 | 3 | 4 | 5 | 6 | 7 | 8 | 9 | 10 | 11 | Total |
| --------- | - | - | - | - | - | - | - | - | - | -- | -- | ----- |
| Allemagne | 0 | 0 | 2 | 0 | 0 | 1 | 0 | 0 | 0 | x  | x  | 3     |
| Danemark  | 0 | 2 | 0 | 1 | 0 | 0 | 2 | 0 | 1 | x  | x  | 6     |

| Équipes    | 1 | 2 | 3 | 4 | 5 | 6 | 7 | 8 | 9 | 10 | 11 | Total |
| ---------- | - | - | - | - | - | - | - | - | - | -- | -- | ----- |
| États-Unis | 0 | 0 | 0 | 2 | 0 | 0 | 1 | 0 | 1 | x  | x  | 4     |
| Suède      | 0 | 3 | 0 | 0 | 1 | 1 | 0 | 1 | 0 | x  | x  | 6     |

| Équipes         | 1 | 2 | 3 | 4 | 5 | 6 | 7 | 8 | 9 | 10 | 11 | Total |
| --------------- | - | - | - | - | - | - | - | - | - | -- | -- | ----- |
| Chine           | 1 | 0 | 0 | 2 | 0 | 0 | 1 | 1 | 0 | 1  | x  | 6     |
| Grande-Bretagne | 0 | 1 | 1 | 0 | 0 | 1 | 0 | 0 | 2 | 0  | x  | 5     |

| Équipes   | 1 | 2 | 3 | 4 | 5 | 6 | 7 | 8 | 9 | 10 | 11 | Total |
| --------- | - | - | - | - | - | - | - | - | - | -- | -- | ----- |
| Allemagne | 0 | 0 | 2 | 0 | 2 | 0 | 1 | 0 | 1 | 1  | x  | 7     |
| Russie    | 2 | 0 | 0 | 2 | 0 | 2 | 0 | 2 | 0 | 0  | x  | 8     |

| Équipes    | 1 | 2 | 3 | 4 | 5 | 6 | 7 | 8 | 9 | 10 | 11 | Total |
| ---------- | - | - | - | - | - | - | - | - | - | -- | -- | ----- |
| Suisse     | 1 | 1 | 0 | 0 | 1 | 0 | 2 | 1 | 0 | x  | x  | 6     |
| États-Unis | 0 | 0 | 0 | 1 | 0 | 1 | 0 | 0 | 1 | x  | x  | 3     |

| Équipes  | 1 | 2 | 3 | 4 | 5 | 6 | 7 | 8 | 9 | 10 | 11 | Total |
| -------- | - | - | - | - | - | - | - | - | - | -- | -- | ----- |
| Norvège  | 0 | 0 | 2 | 0 | 0 | 1 | 0 | 0 | 0 | x  | x  | 3     |
| Danemark | 0 | 1 | 0 | 2 | 0 | 0 | 0 | 0 | 2 | x  | x  | 5     |

### Phase à élimination directe
|  | Demi-finales           | Demi-finales           |                        |    | Finale                 | Finale                 |
|  | Demi-finales           | Demi-finales           |                        |    | Finale                 | Finale                 |
|  |                        |                        |                        |    |                        |                        |
|  | 19 février 2014, 19:00 | 19 février 2014, 19:00 |                        |    | 21 février 2014, 17:30 | 21 février 2014, 17:30 |
|  | 19 février 2014, 19:00 | 19 février 2014, 19:00 |                        |    | 21 février 2014, 17:30 | 21 février 2014, 17:30 |
|  | 1er Suède              | 5                      |                        |    | 21 février 2014, 17:30 | 21 février 2014, 17:30 |
|  | 1er Suède              | 5                      |                        |    | 21 février 2014, 17:30 | 21 février 2014, 17:30 |
|  | 4e Royaume-Uni         | 6                      |                        |    | 21 février 2014, 17:30 | 21 février 2014, 17:30 |
|  | 4e Royaume-Uni         | 6                      | Royaume-Uni            | 3  |                        |                        |
|  | 19 février 2014, 19:00 |                        | Royaume-Uni            | 3  |                        |                        |
|  |                        | Canada                 | 9                      |    |                        |                        |
|  | 3e Canada              | Canada                 | 9                      | 10 |                        |                        |
|  | 3e Canada              |                        |                        | 10 |                        |                        |
|  | 2e Chine               | 6                      |                        |    |                        |                        |
|  | 2e Chine               | 6                      | Match pour la 3e place |    |                        |                        |
|  |                        |                        |                        |    |                        |                        |
|  | 21 février 2014, 12:30 |                        |                        |    |                        |                        |
|  |                        |                        |                        |    |                        |                        |
|  | Suède                  | 6                      |                        |    |                        |                        |
|  | Suède                  | 6                      |                        |    |                        |                        |
|  | Chine                  | 4                      |                        |    |                        |                        |
|  | Chine                  | 4                      |                        |    |                        |                        |

#### Demi-finales
Les demi-finales sont disputées le mercredi 19 février à 19h00.
| Équipes        | 1 | 2 | 3 | 4 | 5 | 6 | 7 | 8 | 9 | 10 | 11 | Total |
| -------------- | - | - | - | - | - | - | - | - | - | -- | -- | ----- |
| 1er Suède      | 0 | 0 | 2 | 0 | 0 | 0 | 1 | 0 | 2 | 0  | x  | 5     |
| 4e Royaume-Uni | 0 | 1 | 0 | 0 | 1 | 1 | 0 | 1 | 0 | 2  | x  | 6     |

| Équipes   | 1 | 2 | 3 | 4 | 5 | 6 | 7 | 8 | 9 | 10 | 11 | Total |
| --------- | - | - | - | - | - | - | - | - | - | -- | -- | ----- |
| 3e Canada | 1 | 0 | 2 | 0 | 1 | 0 | 3 | 0 | 3 | x  | x  | 10    |
| 2e Chine  | 0 | 1 | 0 | 1 | 0 | 2 | 0 | 2 | 0 | x  | x  | 6     |

#### Match pour la médaille de bronze
Le match pour la médaille de bronze est disputé le vendredi 21 février 2014 à 12h30.
| Équipes | 1 | 2 | 3 | 4 | 5 | 6 | 7 | 8 | 9 | 10 | 11 | Total |
| ------- | - | - | - | - | - | - | - | - | - | -- | -- | ----- |
| Suède   | 0 | 1 | 0 | 1 | 0 | 0 | 1 | 0 | 0 | 1  | 2  | 6     |
| Chine   | 0 | 0 | 1 | 0 | 0 | 2 | 0 | 0 | 1 | 0  | 0  | 4     |

#### Finale
La finale est disputée le vendredi 21 février 2014 à 17h30.
| Équipes         | 1 | 2 | 3 | 4 | 5 | 6 | 7 | 8 | 9 | 10 | 11 | Total |
| --------------- | - | - | - | - | - | - | - | - | - | -- | -- | ----- |
| Grande-Bretagne | 0 | 1 | 0 | 0 | 1 | 0 | 1 | 0 | x | x  | x  | 3     |
| Canada          | 2 | 0 | 3 | 1 | 0 | 2 | 0 | 1 | x | x  | x  | 9     |

## Podium
| Or     | Argent      | Bronze |
| Canada | Royaume-Uni | Suède  |